# CP11
CP11 es un caserío peruano ubicado en el distrito de Tambogrande, perteneciente a la provincia y departamento de Piura, al norte del Perú. 

## Ubicación
CP11 se ubica al norte de la provincia de Piura, en el distrito de Tambogrande, en el departamento de Piura.

## Demografía
En 2017 CP11 tenía una población de 381 habitantes.
| Gráfica de evolución demográfica de CP11 entre 1993 y 2017 |
|                                                            |
| Fuentes: Población 1993 y 2017                             |